# Добровиш
Добровиш (серб. Добровиш) — населённый пункт в общине Власотинце Ябланичского округа Сербии.

## Население
Согласно переписи населения 2002 года, в селе проживал 141 человек (140 сербов и 1 лицо неизвестной национальности).
| Численность населения | Численность населения | Численность населения | Численность населения | Численность населения | Численность населения | Численность населения | Численность населения |
| 1948                  | 1953                  | 1961                  | 1971                  | 1981                  | 1991                  | 2002                  | 2011                  |
| --------------------- | --------------------- | --------------------- | --------------------- | --------------------- | --------------------- | --------------------- | --------------------- |
| 1228                  | 1250                  | 1073                  | 852                   | 654                   | 232                   | 141                   | 72                    |

## Религия
Согласно церковно-административному делению Сербской православной церкви, село относится к Третьему власотиначскому приходу Власотиначского архиерейского наместничества Нишской епархии. В селе расположен небольшой храм Святого Великомученика Димитрия, построенный в 1895 году.